# Rîbalkî, Kozelșciîna
Rîbalkî (în ucraineană Рибалки) este localitatea de reședință a comunei Rîbalkî din raionul Kozelșciîna, regiunea Poltava, Ucraina.

## Demografie
Componența lingvistică a localității Rîbalkî
     Ucraineană (95,77%)
     Rusă (3,85%)
     Alte limbi (0,38%)
Conform recensământului din 2001, majoritatea populației localității Rîbalkî era vorbitoare de ucraineană (95,77%), existând în minoritate și vorbitori de rusă (3,85%).